# Marie Taylor (micóloga)
Grace Marie Taylor, de soltera Bulmer (28 de abril de 1930 - 24 de abril de 1999) fue una micóloga y botánica de Nueva Zelanda, además de ilustradora científica. Describió varias especies nuevas de hongos y publicó e ilustró libros sobre hongos y plantas de Nueva Zelanda.

## Antecedentes y educación
Taylor nació como Grace Marie Bulmer en 1930. Asistió a New Plymouth Girls' High antes de estudiar en la Universidad Victoria en Wellington. Taylor obtuvo una Licenciatura en Ciencias y una Maestría en Ciencias con honores estudiando botánica. Luego asistió a la Escuela de Formación de Profesores de Auckland antes de comenzar a trabajar como profesora en el Wellington Girls' College.

## Investigaciones en micología
Taylor comenzó a realizar trabajos de demostración de laboratorio en la Universidad Victoria de Wellington, lo que a su vez la llevó a convertirse en profesora de Botánica en esa universidad. Su carrera profesional en botánica se interrumpió luego con su matrimonio y el posterior nacimiento de sus hijos. Vivía con su familia en Oamaru y realizó numerosos viajes de campo alrededor de ese lugar. Durante ese tiempo escribió una clave para el género Cosprosma. En 1971, Taylor se mudó a Auckland y fue empleada por la Universidad de Auckland como tutora senior de enseñanza de botánica. Se convirtió en miembro de la Sociedad Botánica de Auckland. Continuó investigando y dibujando las especies que estaba estudiando. Fue por esta época que Taylor publicó el primero de sus libros sobre hongos de Nueva Zelanda, que ella misma ilustró, Mushrooms and Toadstools in New Zealand. Continuaría publicando otro libro que también ilustró Mushrooms and Toadstools en 1981. Durante su carrera, Taylor describió al menos 21 especies que eran nuevas para la ciencia. Su trabajo final Meanings and Origins of Botanical Names of New Zealand Plants se publicó en 2002 después de su muerte. Taylor murió el 24 de abril de 1999.
Taylor creó una colección privada históricamente importante de hongos de Nueva Zelanda.[4] Esto se incorporó a las colecciones de Greta Stevenson y Barbara Segedin para formar la base del New Zealand Fungarium.
En 2017, Taylor fue seleccionada como una de las "150 mujeres en 150 palabras" de la Royal Society Te Apārangi, que celebra la contribución de las mujeres al conocimiento en Nueva Zelanda.

## Taxones epónimos
- Entoloma mariae G. Stev. (1962)[6]
- Cortinarius taylorianus E. Horak (1990)[1]
- Cortinarius mariae (E. Horak) E. Horak, Peintner, M.M. Moser & Vilgalys (2002)[7]

## Obras seleccionadas
- Taylor, M. (1970) Mushrooms and Toadstools in New Zealand. A. H. & A. W. Reid, Wellington 32 págs.
- ___________. (1981) Mushrooms and Toadstools. Mobil New Zealand Nature Series. A. H. & A. W. Reed, Wellington. 79 págs.
- ___________. (1983) Some Common Fungi of Auckland City. Tane 29 133–142.
- ___________. and Watling, Roy. (1987) Observations on the Bolbitiaceae, 27 : preliminary account of the Bolbitiaceae of New Zealand. J. Cramer, Berlin. 61 págs.
- ___________. (2002) Meanings and Origins of Botanical Names of New Zealand Plants. Auckland: Auckland Botanical Society. 201 págs.

La abreviatura de autora estándar G.M.Taylor se usa para indicar a esta persona como la autora cuando se cita un nombre botánico.